# Jitnița, Plovdiv
Jitnița (în bulgară Житница) este un sat în comuna Kaloianovo, regiunea Plovdiv,  Bulgaria. 

## Demografie
Componența etnică a satului Jitnița
     Bulgari (95,47%)
     Romi (2,62%)
     Nicio identificare (1,7%)
     Altele (0,19%)
La recensământul din 2011, populația satului Jitnița era de 1.524 locuitori. Din punct de vedere etnic, majoritatea locuitorilor (95,47%) erau bulgari, cu o minoritate de romi (2,62%). Pentru 1,7% din locuitori nu este cunoscută apartenența etnică.